# Chiers
Pour l’article ayant un titre homophone, voir Chier.
La Chiers (prononcer [ ʃjɛʁ]) est une rivière franco-belgo-luxembourgeoise. C'est un important affluent de la Meuse en rive droite.

## Géographie

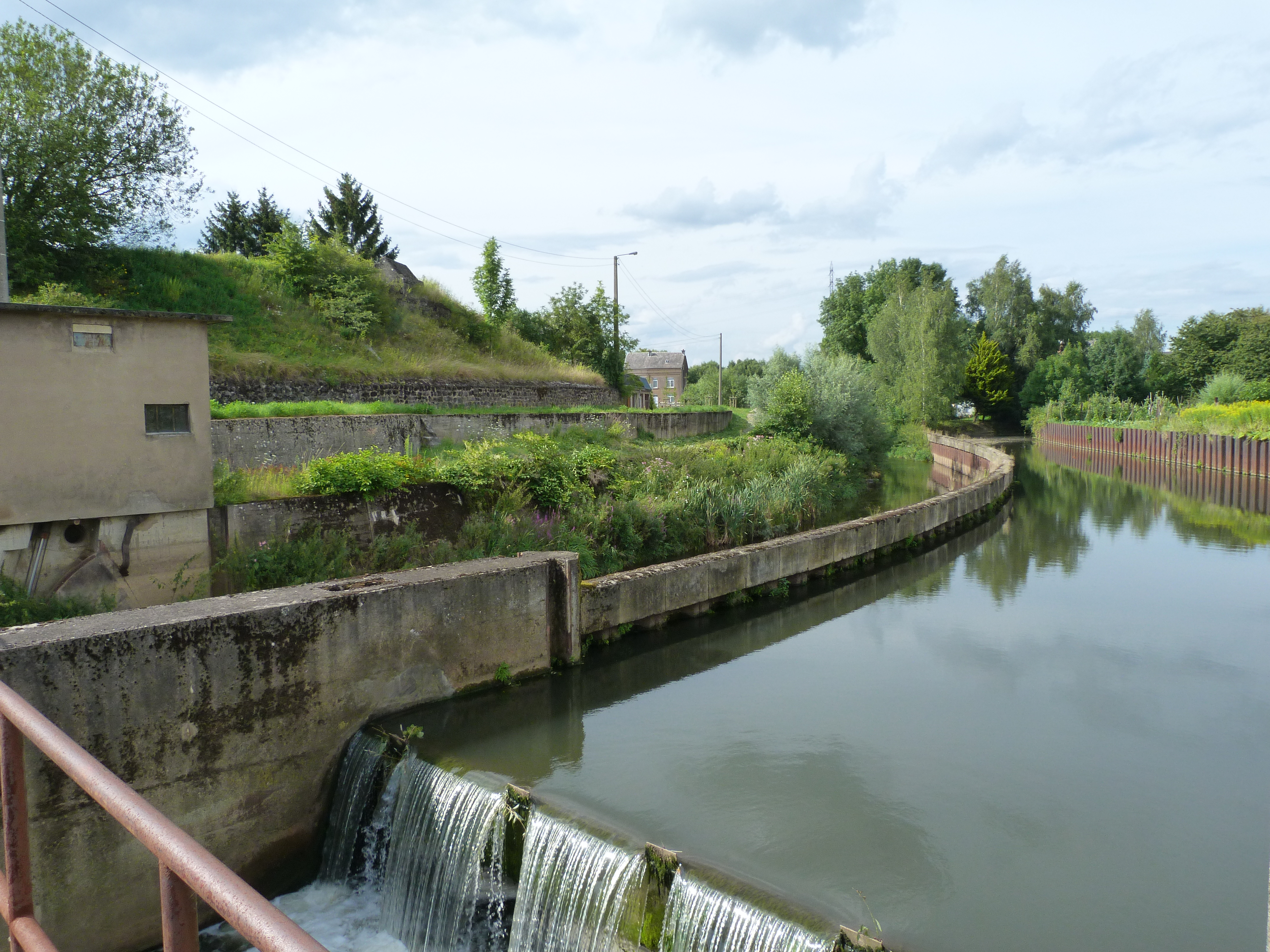
Le confluent-écluse de la Chiers et de la Messancy à Athus.

La Chiers (orthographiée Chières dans les anciens documents) prend sa source sur le territoire de la commune de Differdange dans la section d'Oberkorn au Grand-Duché de Luxembourg, puis passe par le coin sud-est d'Athus (Aubange) en Belgique où s'y déverse la Messancy. Le confluent fut construit en forme d'écluse afin de garantir l'alimentation permanente en eau de l'usine sidérurgique d'Athus pour refroidir ses hauts-fourneaux.
La Messancy, ruisseau qui passe par Messancy, aurait dû être appelée « Le Chiers », car au confluent avec la « petite Chiers » luxembourgeoise, son débit après Wolkrange, alimenté par plusieurs sources, est quatre fois supérieur à celui de cette petite Chiers qui n’a qu'une source. La rivière venant de Wolkrange-Messancy était appelée par les Romains Carus fluvius et le ruisseau venant d'Oberkorn Cara River.
La Chiers entre ensuite en région Grand Est (France), en Meurthe-et-Moselle, à Longlaville, arrose Longwy (où elle coule en centre-ville sur la place de la mairie, a été enterrée dans les années 1950, avant d’être redécouverte dans les années 2020), Longuyon, Montmédy dans le département de la Meuse, Carignan dans le département des Ardennes et rejoint la Meuse en rive droite à Remilly-Aillicourt.
À hauteur de Torgny (Rouvroy), la Chiers matérialise la frontière entre la Belgique et la France.

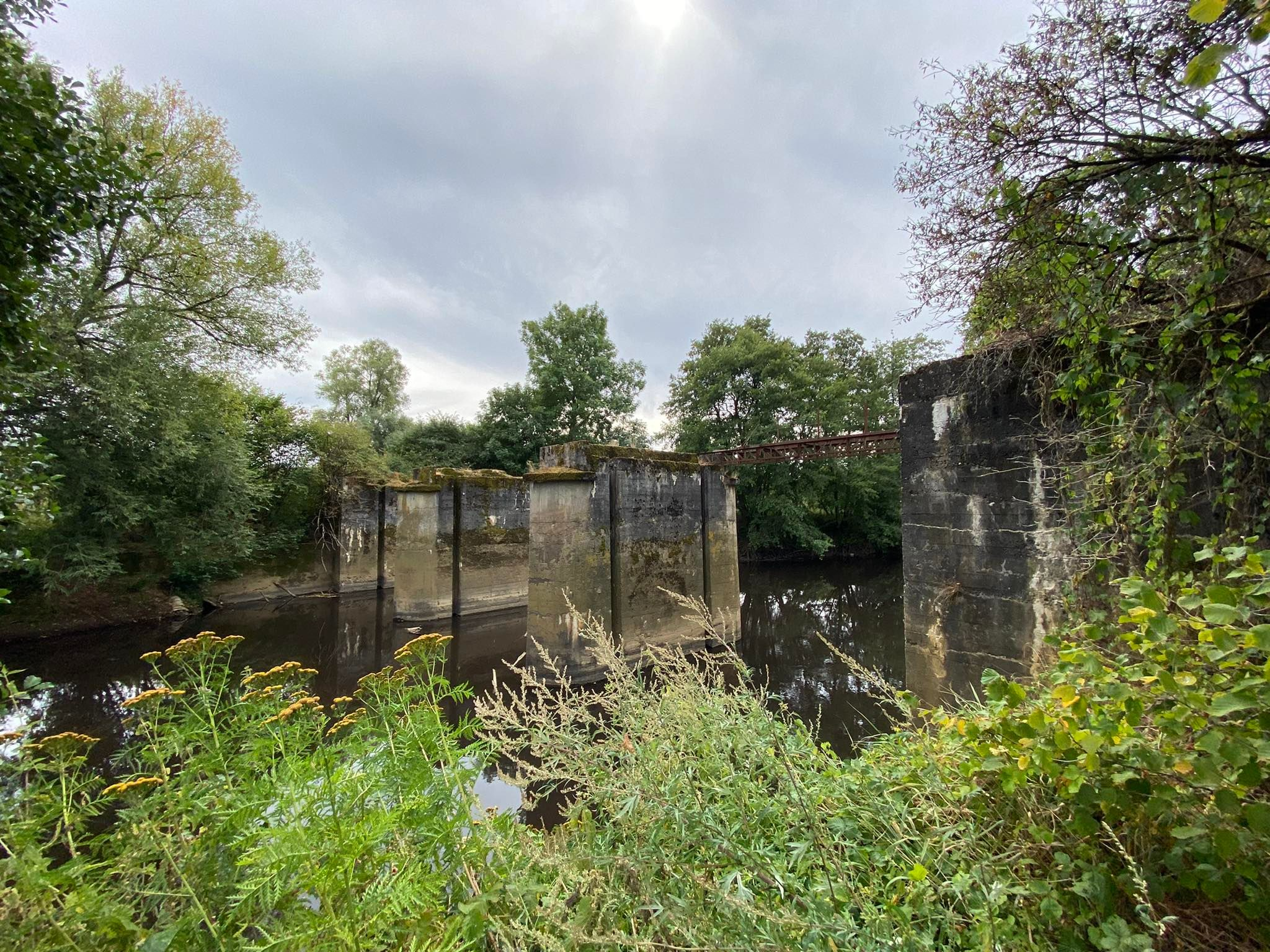
Piliers du barrage sur la Chiers à Montmédy, faisant partie de la Ligne Maginot.

Sa longueur totale est de 112 km, et son bassin versant s'étend sur 2 222 km2. La longueur de la partie française est de 127,1 km selon le SANDRE. Le débit interannuel moyen de la rivière au niveau de son confluent avec la Meuse à Remilly-Aillicourt est de 30,6 m3/s.
Au niveau du confluent Chiers-Meuse, on a décrit dans la vallée de la Chiers une zone naturelle d'intérêt écologique, faunistique et floristique (ZNIEFF), sous le nom de « Vallée de la Chiers de Remilly-Aillicourt à La Ferté-sur-Chiers » (no  SPN : 210000738). Celle-ci constitue l'habitat de 200 espèces animales dont 115 protégées, et de 133 espèces végétales dont une espèce protégée. On y dénombre 3 espèces végétales et 26 espèces animales menacées (11 espèces d'oiseaux et 15 d'insectes). On peut considérer l'abondance d'espèces d'oiseaux comme remarquable (137 espèces citées).

## Communes traversées

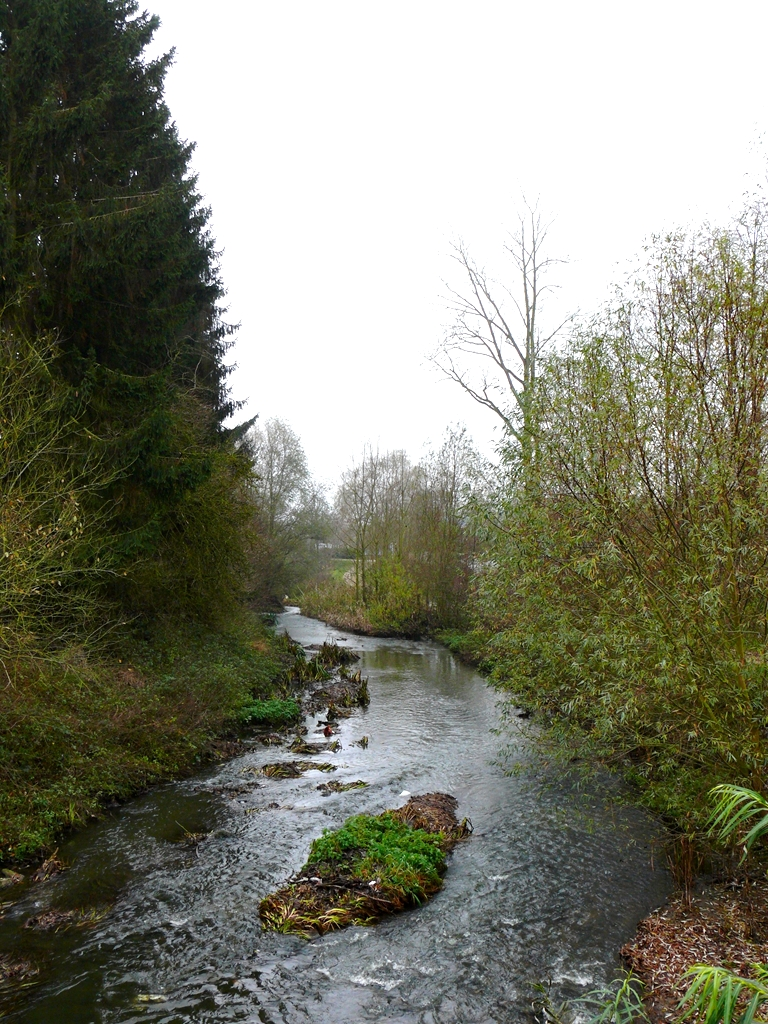
La Chiers à Pétange.

- Grand-Duché de Luxembourg : Differdange, Sanem, Käerjeng, Pétange
- Province de Luxembourg belge : Athus (commune d’Aubange)
- Département de Meurthe-et-Moselle : Mont-Saint-Martin, Longlaville, Longwy, Réhon, Lexy, Cutry, Cons-la-Grandville, Ugny, Montigny-sur-Chiers, Viviers-sur-Chiers, Longuyon, Grand-Failly, Colmey, Villette, Charency-Vezin et Épiez-sur-Chiers.
- Province de Luxembourg : Torgny (commune de Rouvroy)
- Département de la Meuse : Velosnes, Écouviez, Verneuil-Grand, Villecloye, Montmédy, Vigneul-sous-Montmédy, Thonne-les-Près, Quincy-Landzécourt, Chauvency-le-Château, Chauvency-Saint-Hubert, Brouennes, Nepvant, Lamouilly et Olizy-sur-Chiers.
- Département des Ardennes : La Ferté-sur-Chiers, Margut, Fromy, Villy, Linay, Blagny, Carignan, Euilly-et-Lombut, Osnes, Tétaigne, Sachy, Pouru-Saint-Remy, Brévilly, Douzy, Remilly-Aillicourt et Bazeilles.

## Hydronymie
Le nom de la rivière est attesté sous les formes Carus fluvius en 636, Carus flumen en 980, Cara fluvius au XIIe siècle.
La Chiers doit son nom à cara, du pré-celtique *kar et du -a féminin : « l'eau à gravier ». Au haut moyen âge le nom Carus est traité comme épithète de fluvius. Le Cher aurait la même étymologie.
Elle porte également le nom de Korn ou  Koor pour sa partie coulant au Luxembourg ; en luxembourgeois Kuer, parfois rapportée à la racine car, comme « rivière des rochers ».

### Toponyme
La Chiers se retrouve dans le nom de cinq communes françaises : Montigny-sur-Chiers, Viviers-sur-Chiers, Épiez-sur-Chiers, Olizy-sur-Chiers et La Ferté-sur-Chiers.

### Organisme gestionnaire
L'organisme gestionnaire est le SIAC ou syndicat intercommunal d'Aménagement de la Chiers et de ses affluents, sis à Longuyon.

## Affluents et sous-affluents
Ses principaux affluents et sous-affluents sont :
- le Brüll, rive droite
- la Messancy, rive droite
- la Moulaine, rive gauche
  - le ru de la Côte Rouge, rive droite
- la Crusnes, rive gauche
  - la Pienne, rive gauche
- le Ton, rive droite
  - la Vire
  - la Chevratte
  - le Radru, rive gauche
- l'Othain, rive gauche
- la Thonne, rive droite
- le Loison, rive gauche
  - l'Azanne, rive gauche
  - la Thinte, rive gauche
- la Marche, rive droite
- l'Aulnois, rive droite
  - le Matton, rive gauche

## Hydrologie
La Chiers est une rivière abondante, à l'instar de ses voisines de la région de l'ouest de la Lorraine.

### La Chiers à Carignan
Son débit a été observé sur une période de 43 ans (1966–2008), à Carignan, ville du département des Ardennes située peu avant son confluent avec la Meuse . Le bassin versant de la rivière y est de 1 967 km2 (soit 88,5 % de celui-ci qui s'étend sur 2 222 km2).
Le module de la rivière à Carignan est de 26,1 m3/s.
La Chiers présente des fluctuations saisonnières de débit assez marquées, comme souvent dans l'est de la France, mais est nettement plus régulière que la moyenne des cours d'eau de Lorraine, avec des hautes eaux d'hiver-printemps portant le débit mensuel moyen à un niveau situé entre 32 et 46,6 m3/s, de décembre à avril inclus (avec un maximum en février), et des basses eaux d'été assez prolongées, de juin à octobre, avec une baisse du débit moyen mensuel jusqu'à 10,9 m3/s au mois de septembre, ce qui reste relativement confortable.

### Étiage ou basses eaux
Aux étiages, le VCN3 peut chuter jusque 5,9 m3/s, ce qui reste acceptable, voire abondant comparé aux débits d'étiage de sa voisine l'Orne par exemple.

### Crues
Les crues peuvent être importantes. Ainsi le débit instantané maximal enregistré a été de 217 m3/s le 28 mai 1983, tandis que la valeur journalière maximale était de 204 m3/s le 24 février 1970. Les QIX 2 et QIX 5 valent respectivement 110 et 140 m3/s. Le QIX 10 est de 160 m3/s, le QIX 20 de 180 m3/s et le QIX 50 de 210 m3/s. D'où il résulte que les crues de mai 1983 étaient d'ordre cinquantennal, et donc presque exceptionnelles.
À titre de comparaison avec une autre rivière de Lorraine, le QIX 10 de sa voisine, l'Orne en fin de parcours, vaut 280 m3/s contre 160 pour la Chiers, et que son QIX 50 se monte à 370 m3/s (contre 210 pour la Chiers), et ce malgré un bassin et un module nettement moindres pour l'Orne. C'est dire que les crues de l'Orne sont plus importantes que celle de la Chiers, et que cette dernière apparaît en Lorraine comme une rivière assez régulière.

### Lame d'eau et débit spécifique
La Chiers est bien alimentée par les précipitations abondantes de son bassin. La lame d'eau écoulée dans son bassin versant est de 419 millimètres annuellement, ce qui est nettement supérieur à la moyenne d'ensemble de la France (320 millimètres par an), mais reste un peu inférieur à la moyenne du bassin français de la Moselle (445 millimètres par an à Hauconcourt), ainsi que de la Meuse à Chooz, près de sa sortie du territoire français (450 millimètres par an). Le débit spécifique (ou Qsp) atteint 13,2 litres par seconde et par kilomètre carré de bassin.

### Débits des cours d'eau du bassin de la Chiers
| Nom     | Localité             | Débits en m3/s | Débits en m3/s | Débits en m3/s | Débits en m3/s | Débits en m3/s | Débits en m3/s | Débits en m3/s | Côte max (m) | Max. instant. | Max. journ. | Lame d'eau (mm) | Surface (km2) |
| Nom     | Localité             | Module         | VCN3 (étiage)  | QIX 2          | QIX 5          | QIX 10         | QIX 20         | QIX 50         | Côte max (m) | Max. instant. | Max. journ. | Lame d'eau (mm) | Surface (km2) |
| ------- | -------------------- | -------------- | -------------- | -------------- | -------------- | -------------- | -------------- | -------------- | ------------ | ------------- | ----------- | --------------- | ------------- |
| Chiers  | Montigny-sur-Chiers  | 4,56           | 0,87           | 46             | 67             | 80             | 93             | 110            | 2,46         | 89,1          | 77,7        | 527             | 274           |
| Crusnes | Pierrepont           | 2,30           | 0,360          | 18             | 26             | 31             | 36             | 43             | 3,51         | 39,7          | 34,1        | 353             | 206           |
| Ton     | Écouviez             | 5,03           | 1,800          | 24             | 28             | 31             | 33             | 36             | 3,87         | 30,9          | 30,1        | 517             | 308           |
| Thonne  | Thonne-les-Près      | 0,83           | 0,190          | 7              | 9,6            | 11             | 13             | -              | 1,71         | 12,5          | 7,2         | 485             | 54            |
| Othain  | Othe                 | 2,90           | 0,120          | 23             | 32             | 38             | 43             | 51             | 3,70         | 44,8          | 39,3        | 372             | 247           |
| Loison  | Han-lès-Juvigny      | 3,83           | 0,140          | 53             | 74             | 87             | 100            | 120            | 3,24         | 111           | 101         | 348             | 348           |
| Chiers  | Chauvency-le-Château | 22,5           | 3,900          | 160            | 230            | 280            | 320            | 370            | 2,98         | 317           | 260         | 419             | 1 700         |
| Chiers  | Carignan             | 26,0           | 5,900          | 110            | 140            | 160            | 190            | 210            | 3,90         | 217           | 204         | 419             | 1 967         |
| Chiers  | confluence           | 30,6           |                |                |                |                |                |                |              |               |             | 434             | 2 222         |

## Flore et faune de la vallée de la Chiers

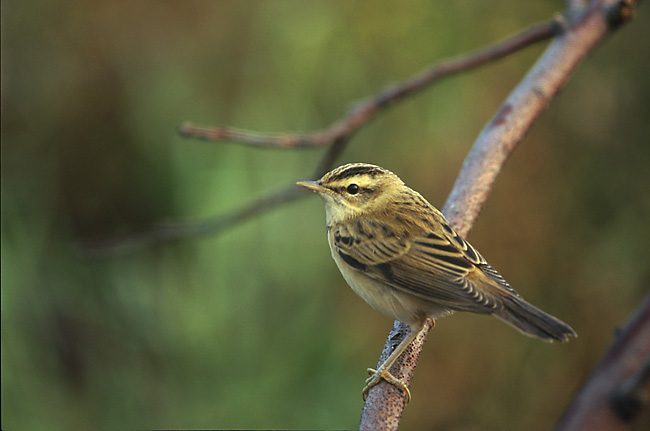
Le Phragmite des joncs est présent dans la vallée de la Chiers.

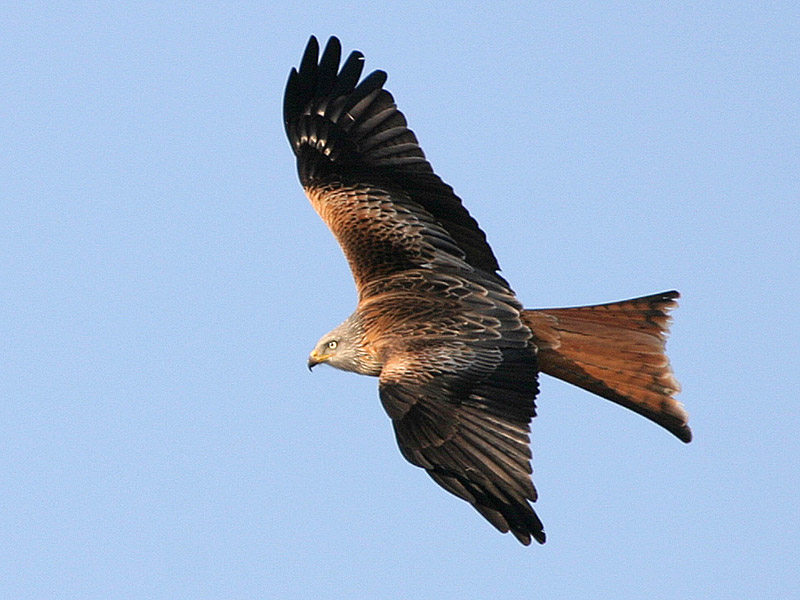
Le milan royal.

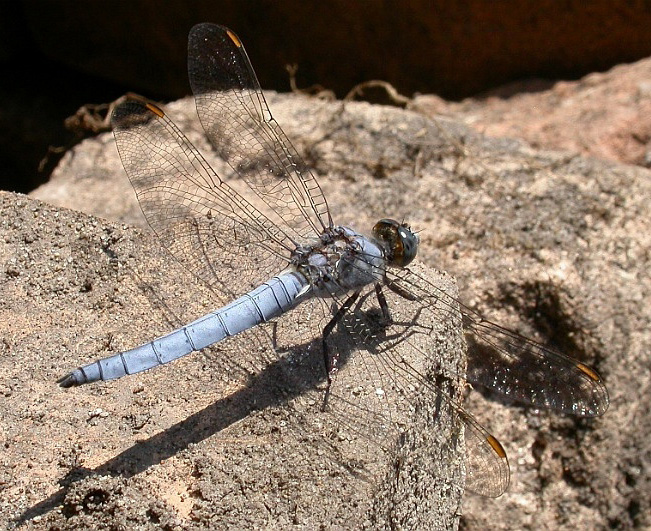
La libellule orthétrum brun.

### Oiseaux
Particulièrement remarquable et diversifiée, l'avifaune de la vallée compte cent-trente-sept espèces inventoriées dans la zone naturelle d'intérêt écologique, faunistique et floristique de la vallée de la Chiers entre Remilly-Aillicourt et La Ferté-sur-Chiers.
Parmi elles, onze sont inscrites sur la liste rouge des oiseaux menacés de Champagne-Ardenne : le râle des genêts, le courlis cendré qui est un nicheur très rare, le vanneau huppé, le cincle plongeur, le busard cendré, le phragmite des joncs, la pie-grièche grise, le rouge-queue à front blanc, en forte régression, le tarier d'Europe, le milan noir et le milan royal.
La vallée de la Chiers représente une halte migratoire importante pour de nombreux oiseaux. La variété des biotopes, englobant l'ensemble du lit majeur de la rivière et les zones adjacentes, favorise de multiples espèces, et notamment les limicoles et les anatidés (canards). Certaines espèces y stationnent lors de leur migration ; c'est le cas de la grue cendrée, du petit gravelot, de la guifette noire, du canard chipeau, du canard souchet, du canard pilet, du canard siffleur, de l'oie des moissons, du barge à queue noire, du chevalier sylvain, du chevalier cul-blanc, du chevalier aboyeur, du chevalier combattant, du chevalier gambette. D'autres espèces hivernent sur le site et s'y reproduisent, tels la foulque macroule, le canard colvert, le grèbe huppé et le grèbe castagneux.
De nombreux rapaces survolent la zone soit pour y chasser, soit à la recherche d'un site pour nidifier. C'est le cas de l'épervier d'Europe, de l'autour des palombes, de la buse variable, du faucon crécerelle, du faucon hobereau, de la bondrée apivore, du busard cendré.

### Insectes
Les odonates, ordre d'insectes comprenant les libellules ou anisoptères et les demoiselles ou zygoptères, sont des indicateurs de la qualité des eaux de la rivière.
On y trouve une demoiselle, l'agrion de Mercure, extrêmement rare en ces régions de même qu'en Belgique, Suisse et Europe centrale, protégé en France depuis 1993, inscrit aux annexes II de la convention de Berne et figurant dans le livre rouge de la faune menacée en France (dans la catégorie « en danger de disparition »). Il est considéré comme un puissant indicateur de la pureté de l'eau. Sa larve est en effet très sensible à la charge organique des cours d'eau.
Il est accompagné de la cordulie à corps fin, espèce de libellule également caractéristique des eaux vives peu polluées, et de la libellule orthétrum brun. Cette dernière espèce figure aussi sur la liste rouge régionale. On trouve en outre l'agrion gracieux, le gomphe vulgaire, le gomphe à pinces (espèce sensible), le gomphe semblable (en danger en Champagne-Ardenne), l'æschne printanière, la grande æschne, l'æschne isocèle, la libellule fauve, la cordulie métallique et le sympétrum jaune d'or.
Deux criquets ou orthoptères présents dans la zone sont inscrits sur la liste rouge régionale : le criquet marginé et le criquet ensanglanté.

## Qualité des eaux - Pêche - Ichtyofaune
On doit en déduire que, depuis la fin de l’industrie lorraine dans les années 1990, la qualité de l'eau de la Chiers est loin d'être mauvaise. Ceci est corroboré par la qualification attribuée par le Conseil supérieur de la Pêche français. Pour celui-ci, la qualité des peuplements piscicoles de la Chiers, observée en 1999 au niveau d'Épiez-sur-Chiers, est qualifié de bonne.
En France, la Chiers est classée comme cours d'eau de deuxième catégorie sur la totalité de son parcours. On y trouve des brochets, des perches, des sandres, des tanches, des carpes, des gardons, mais aussi des truites.
Du point de vue de la présence de matières organiques et oxydables (qui se traduit par une baisse de la quantité d'oxygène dissous dans l'eau), la situation était qualifiée en 1999 de très mauvaise dans cours supérieur (moins de trois mg d'oxygène par litre), mais passe à passable en aval de l'agglomération de Longwy, qualité qu'elle maintient tout au long du reste de son parcours lorrain (entre 4 et 6 mg d'oxygène par litre).
En 2006, l'Agence l'Eau Rhin-Meuse attribuait à l'eau de la Chiers, analysée au niveau de Montmédy, la qualité de « bonne », la rivière passant ainsi de la catégorie 2 à la catégorie 1B. Parmi ses affluents, le Ton était le seul dont l'eau se signalait par sa qualité qualifiée de « mauvaise » (et ce depuis de nombreuses années).

## Curiosités, patrimoine et tourisme

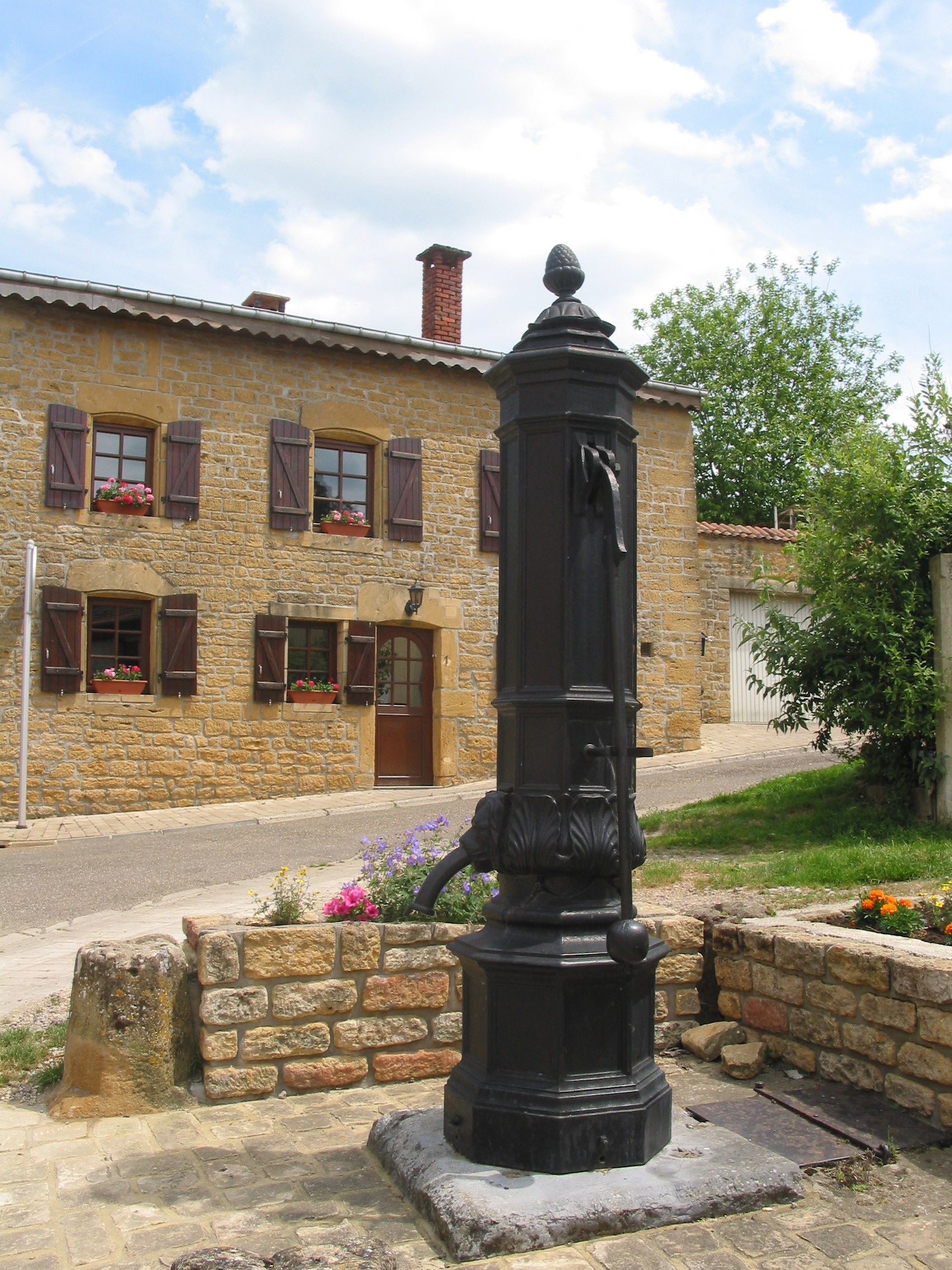
Vue de Torgny.

La vallée de la Chiers possède un important patrimoine architectural, malgré les importantes destructions des deux guerres mondiales. S'y ajoutent l'air pur et une fort belle[non neutre] nature, sillonnée d'un important réseau de cours d'eau poissonneux et souvent peu pollués (à l'exception notable du Ton).
La région étant protégée au nord par le massif des Ardennes, le climat n'a rien de redoutable, et les étés sont souvent fort beaux. La petite localité gaumaise de Torgny (commune de Rouvroy) revendique même le titre de Petite Provence belge.
- Mont-Saint-Martin : Église romane Saint-Martin avec voûtes gothiques, ancienne prieurale du XIe siècle; seule façade romane de la région, avec rose polylobée, chapiteaux sculptés, retable du XVe siècle, calvaire de pierre du XVIe siècle. Château de 1890. Canoë-kayak, pêche, cyclotourisme.

- Longwy : Les hauts-fourneaux et autres installations sidérurgiques de jadis ont été détruits. Importants restes de l'enceinte fortifiée de Vauban du XVIIe siècle (Monument Historique inscrit au Patrimoine mondial), dont la Porte de France. Place d'Armes avec puits couvert (Monument Historique). Bâtiment dit de l'Intendance (Monument Historique). Hôtel de Ville du XVIIIe siècle (Monument Historique). Plusieurs châteaux : de la Faïencerie XIXe siècle, de Saintignon XIXe siècle, et château Thomas du XXe siècle. Église Saint-Dagobert de 1683 (Monument Historique). Chapelle Notre-Dame-du-Mont-Carmel du XVIIe siècle. Musée municipal dans un ancien bâtiment militaire du XVIIIe siècle : émaux et faïences de Longwy, collection de fers à repasser, salle consacrée au peintre Paul Georges Klein natif de la ville. Musée de la Faïencerie. Musée sidérurgique, histoire et terroir dans l'ancienne ferme appelée Ferme des Arts. 
  - Réhon : L'église du XIXe siècle possède une belle Mise au tombeau du XVe siècle.
  - Lexy : L'église moderne conserve une tour carrée du XVIIe siècle. Centre équestre : équitation, poneys, école d'équitation, randonnées à cheval.
  - Cutry : Vestiges gallo-romains, dont une nécropole du IIe siècle. La commune possède un château antérieur au XIIIe siècle, reconstruit au XVIIIe. Il héberge un musée archéologique.

- Cons-la-Grandville possède un beau patrimoine. Église de 1738 (Monument Historique), reconstruite sur une crypte ancienne du XIIe siècle avec peintures murales; Mise au Tombeau du XVIe siècle, stalles du XVIIe siècle, retable du XVIIIe siècle. Château des XIIe, XVIe et XVIIIe siècles, avec tour romane, oubliettes, meurtrières, façade du XVIIIe siècle, superbe mobilier et peintures murales. Ancien prieuré bénédictin Saint-Michel et grange du XVIIIe. Animation médiévale, visite d'un ancien haut-fourneau.
  - Ugny : Vestiges gallo-romains. Église du XVIIIe siècle.
  - Montigny-sur-Chiers : Église avec chevet du XIIe siècle. Église de Fermont du XVIIIe siècle. Fort de Fermont sur la Ligne Maginot, avec galerie à 30 m de profondeur ; visites.
  - Viviers-sur-Chiers : Église gothique du XIIIe siècle.

- Longuyon : Ville fleurie. Vestiges gallo-romains. Ancien haut-fourneau (inscrit Monument Historique). Église Sainte-Agathe du XIIIe siècle avec tour du XIe siècle. Musée de la Ligne Maginot. Forêt domaniale de Buré d'Orval. Pisciculture. Zone de loisirs de Profonde Fontaine avec nombreux animaux, étang, manèges. Nautisme, pêche, équitation, aéro-club, etc.
  - Grand-Failly : Nombreuses sépultures gallo-romaines et mérovingiennes. Deux églises du XIVe siècle, à Grand-Failly et Petit-Xivry. Château du XVIIIe siècle à Petit-Xivry. Musée archéologique de la Chapelle Saint-Aignan. Lavoir imposant du XVIIIe siècle.
  - Colmey : Château de Martigny des XVIIe et XIXe siècles (inscrit Monument Historique) avec douves et forts beaux communs. Chapelle Saint-Hubert de Flabeuville (Monument Historique). Village fleuri. Chasse, spéléologie, sentiers pédestres.
  - Villette : Église du XIIe siècle, avec Mise au Tombeau en pierre du XVIe. Château du XVIIe, maisons du XVIIIe siècle. Forêt de Bure.
  - Charency-Vezin : Ancien ossuaire du XVIe siècle au cimetière de Charency (Monument Historique). Pisciculture et pêche.
  - Épiez-sur-Chiers : Château de Manteville du XVe siècle (inscrit Monument Historique). Église du XVIIIe siècle. Maison-forte du XIVe siècle. Pisciculture et pêche.
  - Torgny en Belgique : entre la Chiers et le Ton. Fait partie des plus beaux villages de Wallonie depuis 1996. Vigne et vin.
  - Velosnes : Importants vestiges gallo-romains. Église Saint-Martin-et-Nativité des XVIIe et XVIIIe siècles. Maisons des XVIIIe et XIXe siècles. Chasse et pêche.
  - Écouviez : au confluent du Ton. Bois du Fayet. Bois des Seigneurs. Pêche.
  - Verneuil-Grand : Église Saint-Médard des XIIe et XVIIe siècles. Maisons datées des XVIIe et XVIIIe siècles. Bois des Fosses.
  - Villécloye : au confluent avec l'Othain. Église Saint-Maximin du XVIIIe siècle. Maisons datées du XVIIIe siècle. Bois de Villécloye. Chasse et pêche.

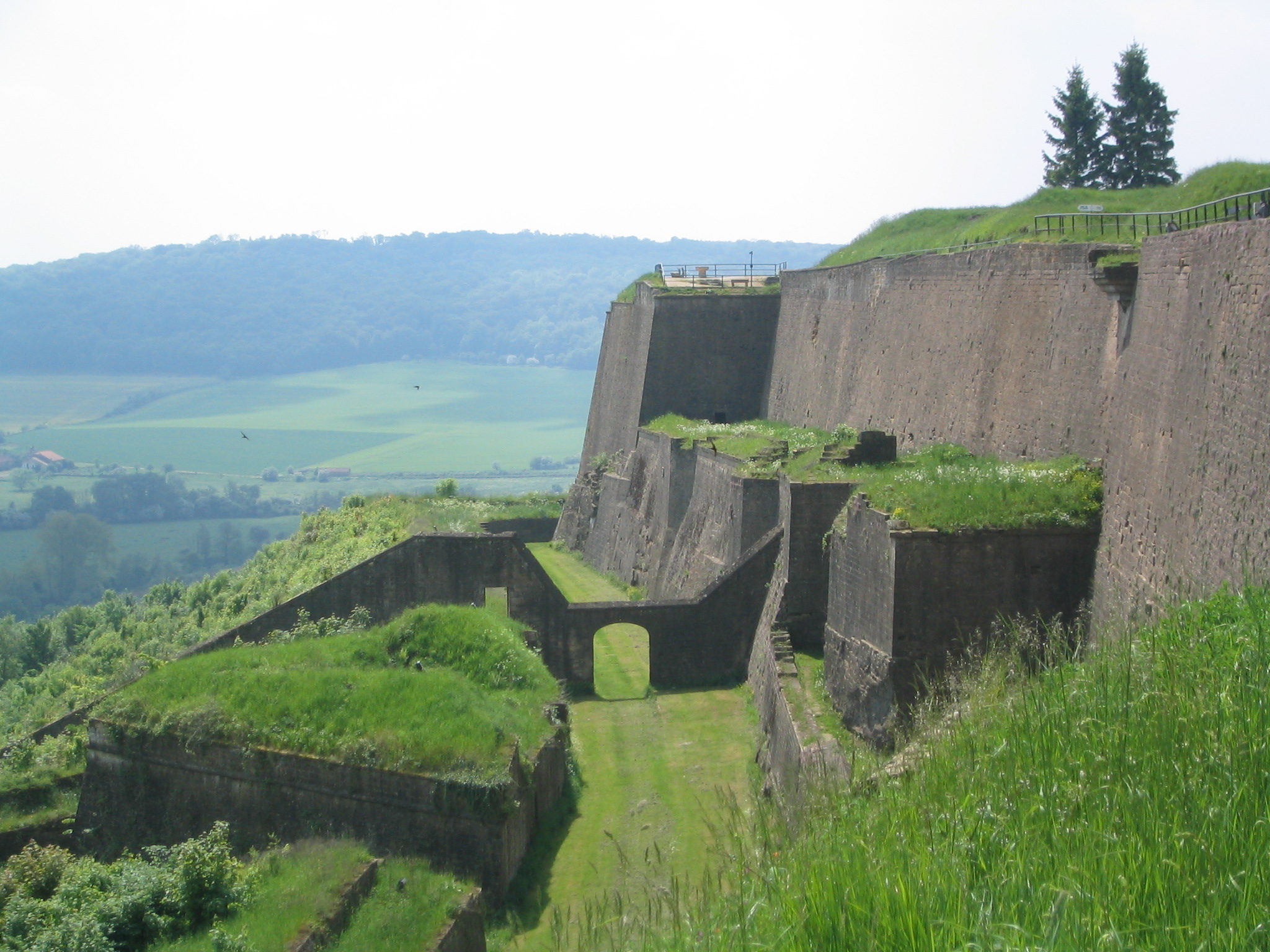
Montmédy : fortifications de Vauban.

- Montmédy : ville divisée en quatre parties :
  - Montmédy-Haut : Citadelle du XVIe siècle remaniée par Vauban au XVIIe siècle (Monument Historique), avec enceinte, souterrains et maisons d'époque dans l'enceinte. Église Saint-Martin du XVIIe siècle (Monument Historique) avec statues, Vierge à l'enfant du XIVe siècle et riche mobilier du XVIIIe siècle. Refuge de l'abbaye d'Orval (inscrit Monument Historique). Musée Jules Bastien-Lepage. Musée de la Fortification. Illuminations en haute saison.
  - Montmédy-Bas : Église Saint-Bernard du XVIIe siècle, avec statues anciennes et tableau de l'Adoration des Bergers. Trois portes du XVIIe siècle, fortifiées par Vauban.
  - Fresnoy : Vieilles maisons, château du XIXe siècle avec éléments du XVIIe siècle, parc et bassins, Orangerie du XVIIIe siècle (inscrit Monument Historique).
  - Iré-les-Prés : Église de la Nativité avec Vierge à l'Enfant. Chasse, pêche, VTT, randonnées pédestres.

- Carignan : ancienne epoisso vicus gallo-romaine, s'est appelée Yvois jusqu'à son rattachement à la France par le Traité des Pyrénées (1659). Rasée de fond en comble en 1639 par le maréchal de Châtillon. Villa gallo-romaine. Nécropole mérovingienne. Restes de l'enceinte fortifiée du XVIe siècle remaniée au XVIIe (inscrite Monument Historique) avec courtines, bastions et casemates, corps de garde de la porte de Bourgogne du XVIIe. Belle collégiale des XVIe et XVIIe siècles (Monument Historique), possédant une Vierge à l'Enfant du XIVe, des tableaux des XVIIe et XVIIIe siècles. Conservatoire de l'Outil (musée). 
  - La Ferté-sur-Chiers et Villy : sur ces deux communes, des fortifications édifiées entre 1935 et 1940, théâtre de violents combats en mai 1940; en particulier l'ouvrage de La Ferté, dominant la vallée de la Chiers et chargé de sa défense, premier fort de la ligne Maginot attaqué par les Allemands et qui vit l'intégralité de sa garnison périr (107 hommes).
  - Pouru-Saint-Remy : Château de Réméhan. Haras. Centre équestre, animations et promenades. Bois et forêts.

- Bazeilles : Musée de la dernière cartouche. Ancien château de Turenne, porte fortifiée (inscrit Monument Historique). Château Dorival du XVIIIe siècle (Monument Historique) avec orangerie, parc, étangs. Château de Montvillers également du XVIIIe siècle.
  - Remilly-Aillicourt : Château de Remilly du XVIIIe siècle (inscrit Monument Historique). Église fortifiée du XVIe siècle (inscrit Monument Historique). Port sur le canal de l'Est.